# 披脊螺科
披脊螺科（学名：Raphitomidae）是新腹足目下的一个單系科。原為芋螺科之下的一個亞科，布歇特等人在2011年出版的分類中把披脊螺亞科提升至科級，成為芋螺總科的成員。

## 下属分类
本科包括以下属：